# Francesco Della Rocca
Pour les articles homonymes, voir Della Rocca.
Francesco Della Rocca (né le 14 septembre 1987 à Brindisi, dans la région des Pouilles) est un footballeur italien. Il évolue au poste de milieu de terrain.